# Siła sprężystości
Siła sprężystości – siła, która powoduje powrót odkształconego ciała do pierwotnego kształtu. Dla małych odkształceń siła sprężystości jest proporcjonalna do odkształcenia, co wyraża prawo Hooke’a, które dla odkształcenia liniowego można przedstawić wzorem:
{\displaystyle {\vec {F}}=-k\Delta {\vec {x}},}
gdzie:
{\displaystyle \Delta {\vec {x}}} – wektor wydłużenia (skrócenia) ciała,
{\displaystyle k} – współczynnik sprężystości sprężyny wyrażany w N/m,
{\displaystyle {\vec {F}}} – siła sprężystości.
Minus we wzorze oznacza, że siła sprężystości ma zwrot przeciwny do zwrotu wektora wydłużenia (skrócenia) ciała. Siła ta przeciwdziała więc odkształcaniu ciała i powoduje powrót do stanu nieodkształconego gdy przestaną działać siły zewnętrzne, odkształcające ciało.
W ogólnym przypadku dowolnej bryły o dowolnej strukturze, siły sprężystości ciała mają bardziej skomplikowany charakter, zarówno przestrzenny, jak i co do kierunku, a zamiast współczynnika sprężystości stosuje się tensor sztywności. Jest to spowodowane tym, że różne siły (np. ściskające, ścinające) i momenty sił (np. skręcające) działające na ciało mogą powodować różne odkształcenia, przy czym nie zawsze kierunek działania siły pokrywa się z kierunkiem odkształcenia.